# قلمرو اشتباهات شما
قلمرو اشتباهات شما (به انگلیسی: Your Erroneous Zones) عنوان اولین کتاب خودیاری توسط وین دایر و تاریخ انتشار آن ۱ اوت ۱۹۷۶ است. این کتاب یکی از پر پرفروش‌ترین کتاب‌های تاریخ است که تقریباً ۳۵ میلیون نسخه از آن فروخته شده‌است.
قلمرو اشتباهات شما ۶۴ هفته در فهرست پرفروش‌ها در نیویورک تایمز قرار داشت.